# Sejad Salihović
Pour les articles homonymes, voir Salihović.
Sejad Salihović est un footballeur bosnien né le 8 octobre 1984 à Gornji Šepak évoluant au poste de milieu de terrain.

## Biographie
Très jeune, il immigre avec sa famille en Allemagne et plus précisément à Berlin à cause du conflit en Yougoslavie.
En Allemagne, il joue dans les équipes de jeunes de petits clubs de Berlin (Minerva 93 Berlin, Hertha 03 Zehlendorf). Lors de la saison 2000-2001, il est transféré vers le prestigieux Hertha Berlin dans lequel il fait ses classes en équipe de jeunes. En 2003, sa carrière professionnelle commence réellement avec ses débuts avec la réserve du Hertha Berlin mais surtout en 2004 où il est promu dans l'équipe première du Hertha Berlin.
Cependant, il n'est que très rarement utilisé et joue le plus souvent dans l'équipe réserve du club berlinois et en 2006, il est transféré vers le TSG 1899 Hoffenheim qui évolue alors en troisième division. Lors de sa première saison avec le club, il obtient la promotion en deuxième division puis lors de la saison 2007-2008, il contribue grandement à la montée d'Hoffenheim en Bundesliga pour la première fois de son histoire avec 27 matchs disputés et 6 buts marqués. Pour sa première saison dans l'élite du football allemand, il est l'une grandes révélations avec son club d'Hoffenheim. En effet, à mi-championnat Hoffenheim est le leader surprise de la Bundesliga devant des clubs prestigieux comme le Bayern Munich, Schalke 04, le Werder Brême ou Hambourg SV et Salihović est le fer de lance de cette équipe avec l'attaquant Vedad Ibišević et Demba Ba.
Il a un caractère très impulsif ce qui justifie ces nombreux cartons jaune, voir rouge. Lorsque le coach lui fait confiance et le met dans le onze de départ, Salihović devient le pilier de l'équipe.

## Carrière
- 2004-2006 :  Hertha BSC Berlin
- 2006-2015 :  1899 Hoffenheim[1],[2],[3]
- 2015-2017 :  Guizhou Renhe
- 2017 :  FC St. Gallen
- 2017- :  Hambourg SV

## Carrière internationale
Il a obtenu sa première sélection avec la Bosnie-Herzégovine le 13 octobre 2007 lors d'une défaite 3-2 face à la Grèce comptant pour les qualifications de l'Euro 2008. 
Il a notamment disputé la Coupe du monde 2014, la première de l'histoire de la Bosnie-Herzégovine.

## Palmarès
Néant

## Vie privée
- Il retourne en juin 2009 à Zvornik sa ville natale, pour la première fois depuis 1992. Ses parents Ismet et Fadila, y ont reconstruit leur maison.